# Нижняя Индрагири
Нижняя Индрагири (индон. Indragiri Hilir) — округ в провинции Риау. Административный центр — город Тембилахан.

## Население
Согласно оценке 2010 года, на территории округа проживало 662 305 человек.

## Административное деление
Округ делится на следующие районы:
- Батанг-Туака
- Чончонг
- Энок
- Гаунг
- Гаунг-Анак-Серка
- Катеман
- Кемпас
- Кемунинг
- Кеританг
- Куала-Индрагири
- Мандах
- Пелангиран
- Пулау-Бурунг
- Ретех
- Сунгай-Батанг
- Танах-Мерах
- Телук-Баленконг
- Тембилахан
- Тембилахан-Хулу
- Темпулинг